# 潮来水原温泉
潮来水原温泉（いたこみずはらおんせん）は、茨城県潮来市にある温泉。
　

## 泉質
- ナトリウム塩化物泉
  - 源泉温度23.6℃

## 温泉街
- 亀の井ホテル 潮来

## アクセス
- 鉄道
  - JR鹿島線延方駅よりタクシー約10分（定期運行送迎バスあり）
- 高速バス
  - 東京駅より「かしま号」で水郷潮来バスターミナル下車、タクシー約15分
- 車
  - 東関東自動車道潮来ICより約15分